# Lothar Ulsaß
Lothar Ulsaß (* 9. September 1940 in Hannover; † 16. Juni 1999 in Wien) war ein deutscher Fußballspieler, der mit Eintracht Braunschweig in der Saison 1966/67 Deutscher Meister wurde. Von 1965 bis 1969 absolvierte der Offensivspieler in der deutschen Fußballnationalmannschaft zehn Länderspiele und erzielte dabei acht Tore.

## Laufbahn

### Vereine, 1950 bis 1976

#### Vor der Bundesliga, bis 1964
Im Alter von 10 Jahren begann der Schüler Lothar Ulsaß in der Jugendabteilung von Sportfreunde Ricklingen seine fußballerische Laufbahn. Seine herausragende Balltechnik in Verbindung mit einer ausgeprägten Abschlussqualität führten ihn nach der Saison 1959/60 – Ricklingen belegte in der Amateur-Oberliga Ost in Niedersachsen den 15. Rang – zum Vizemeister SV Arminia Hannover. Mit den „Blauen“ feierte er 1960/61 und 1961/62 jeweils die Meisterschaft – in 58 Spielen erzielte er 53 Tore – in der Staffel West und 1962 im zweiten Anlauf den Aufstieg in die Fußball-Oberliga Nord. 1961 scheiterte er mit Arminia im Entscheidungsspiel am Bremer SV 06. In der erfolgreichen Aufstiegsrunde zur Oberliga Nord 1962 – Arminia erreichte 12:0 Punkte – hatte der Spielmacher und Torjäger in sechs Spielen sieben Tore an der Seite von Mitspielern wie Werner Lyzio, Hans-Jürgen Mumme, Dieter Perau, Gerhard Elfert und Günter Blume erzielt.
Mit der Verbandsauswahl Niedersachsen zog er in der Aufstiegssaison 1961/62 im Länderpokal der Amateure nach Siegen über Schleswig-Holstein und das Saarland ins Halbfinale gegen Westfalen ein, das die Mannschaft am 4. März 1962 in Hannover gegen den späteren Pokalsieger mit 2:5 Toren verlor. Durch seine guten Leistungen hatte sich Ulsaß in den Fokus höherklassiger Klubs gespielt und stand bereits vor einem Wechsel zum Hamburger SV, ehe er nach dem erfolgten Aufstieg 1962 zum Vertragsspieler bei Arminia Hannover wurde und damit wie 13 Vereinskameraden und Aufstiegstrainer Fritz Schollmeyer beim Klub blieb.
In dieser Spielzeit wurde das Talent dann vom DFB am 20. September 1961 in die Juniorenelf U 23 und am 7. April 1962 in die deutsche Fußballnationalmannschaft der Amateure berufen. „Hier wächst ein Sturmtalent heran, wie es in den letzten Jahren selten war. Ulsaß verbindet eine gute Technik (wie deckt er schon den Ball, wenn er ihn führt!) mit einem gradlinigen Zug zum Tor“, urteilte 1961 der spätere Chefredakteur Karl-Heinz Heimann im Kicker nach einem Testspiel der deutschen Amateure gegen Japan.
Das letzte Jahr der Fußball-Oberliga Nord (1962/63) beendete Ulsaß mit Arminia Hannover auf dem zehnten Rang. In 26 Ligaeinsätzen erzielte er 23 Tore. Herausragend für die Offensivhoffnung waren die Spiele gegen die norddeutschen Spitzenmannschaften Hamburger SV, Werder Bremen und Eintracht Braunschweig sowie die Lokal-Derbys gegen Hannover 96. Durch die Einführung der Fußball-Bundesliga (ab 1963/64) gehörten die beiden Hannoveraner Vereine der Fußball-Regionalliga Nord an. Die Meisterschaft sicherte sich der FC St. Pauli vor Vizemeister Hannover 96 – die „Roten“ setzten sich in der Aufstiegsrunde durch und stiegen in die Bundesliga auf – und dem Tabellendritten Arminia Hannover. Ulsaß war der überragende Spieler bei den „Blauen“ vom Bischofsholer Damm und erzielte in 32 Ligaspielen 29 Tore. Er war Spielgestalter und Torjäger in einer Person. Die Bundesligaclubs aus Braunschweig und Hamburg warben um ihn. Er entschied sich für die Eintracht – nicht zuletzt wegen 96-Trainer Helmut Kronsbein, der ihn für „höchstens regionalligareif“ befunden hatte – und wechselte zur Spielzeit 1964/65 in die Fußball-Bundesliga.

#### Bundesliga, 1964 bis 1971
Unter Anleitung der Trainerpersönlichkeit Helmuth Johannsen vollzog sich die Entwicklung des Mannes aus Ricklingen unter den erhöhten Leistungsanforderungen reibungslos und Ulsaß setzte sein Können auch in der höchsten Klasse des deutschen Fußballs eindrucksvoll um. In seiner ersten Saison 1964/65 absolvierte er alle 30 Ligaspiele und erzielte zwölf Tore. Im zweiten Jahr – er profitierte dabei auch vom Flügelstürmer Erich Maas, der mit elf Treffern Defensivpotential bei den Gegnern band – erhöhte er seine Trefferzahl auf 17. Trotz seiner Abschlussqualitäten war er mit seiner Ballfertigkeit und Kombinationsgabe weit mehr für die spielerische Linie seiner Mannschaft prägend, als er als Torjäger von der Vorbereitung seiner Mitspieler abhängig war. Die Mannschaft profitierte von dem herausragenden individuellen Können des Offensivspielers und er dagegen von der Geschlossenheit und dem Zusammenhalt des Teams, das auf der Grundlage einer guten körperlichen Verfassung, Disziplin und einer klaren taktischen Vorgabe Runde für Runde die Experten in Staunen versetzte. Die Krönung der Entwicklung von Eintracht Braunschweig und Lothar Ulsaß war die deutsche Meisterschaft 1967, als die Johannsen-Truppe mit zwei Punkten Vorsprung und einem Torverhältnis von 49:27 vor dem TSV 1860 München landete. Ulsaß absolvierte 32 der 34 Spiele und erzielte 15 Tore. Niemand hatte die blau-gelbe Eintracht vor der Runde auf der Rechnung, auch nicht in Braunschweig: „Endlich einmal nicht zittern“, hatte Eintrachts Stürmerstar Lothar Ulsaß als Ziel vor Saisonbeginn zu Protokoll gegeben. Rückblickend äußerte sich Braunschweigs Meistertrainer Johannsen über seinen Regisseur:

„Lothar Ulsaß war unser Strahlemann, der positiven Einfluss auf die gesamte Mannschaft ausübte und jederzeit zu einem Spaß aufgelegt war. Auch außerhalb des Spielfeldes stellte er eine Persönlichkeit dar, die von jedermann geachtet wurde.“

Als der BTSV 1967/68 im Europapokal der Meister seinen internationalen Auftritt hatte, schlug sich Ulsaß mit muskulären Problemen herum und konnte in der Liga nur 19 Spiele absolvieren, in denen er zehn Tore erzielte. Nachdem sie sich gegen Rapid Wien durchgesetzt hatten, trafen Ulsaß und seine Mannschaftskollegen im Viertelfinale auf den italienischen Meister Juventus Turin. Ausgerechnet bei dem fälligen Wiederholungsspiel am 20. März 1968 in Bern verhinderte ein Muskelfaseranriß im Oberschenkel die Mitwirkung des besten Eintracht-Angreifers.
In den letzten zwei Spielzeiten von Trainer Johannsen bei der Eintracht (1968–1970) glänzte Ulsaß nicht mehr in erster Linie als Torschütze, er zog sich vielmehr ins Mittelfeld zurück und versuchte das Spiel aus der Tiefe des Raumes zu lenken. Unter Johannsens Nachfolger Otto Knefler ging Ulsaß wieder auf Torejagd und stellte in seiner siebten Bundesligarunde 1970/71 mit 18 Treffern einen persönlichen Torrekord auf, er zeigte sich mit 30 Jahren auf der Höhe seiner Torjägerkunst – Jaro Deppe mit elf und Dietmar Erler mit sieben Treffern folgten intern auf den Rängen zwei und drei.
Durch Aufdeckung des Bundesliga-Skandals, der um den Abstiegskampf in der Saison 1970/71 entstanden war und in den Braunschweig durch das Spiel am 5. Juni 1971 gegen Oberhausen am Rande verwickelt war, wurde die Bundesligakarriere von Lothar Ulsaß vorzeitig beendet. Da dem BTSV von „dritter Seite eine zusätzliche Siegprämie versprochen und teilweise auch ausbezahlt wurde“, erging durch das DFB-Sportgericht gegen den Eintracht-Verhandlungsführer zur Erlangung der zusätzlichen Siegprämie eine Sperre vom 7. August 1971 bis 1. Januar 1973, die später in eine Freigabe fürs Ausland ab dem 16. August 1972 (bei einer Geldbuße von 2.200 DM) umgewandelt wurde. Bitter bemerkt dazu:

„Eigentlich war er in der ganzen Affäre ein ziemlich kleiner Fisch, doch der DFB legte ihn dennoch auf Eis. Worauf Lothar Ulsaß auch seinen Job als Prokurist einer Elektrofirma verlor. Er wandte dem deutschen Fußball verbittert den Rücken und wechselte zum Wiener Sportklub, wo er noch bis 1974 spielte.“

### Wiener SC, 1972 bis 1976
Seit 1972 spielte Ulsaß für den Wiener Sport-Club. Bei den Wienern trat er zwischen 1972 und 1974 in zwei Erstligaspielzeiten in 38 Partien an und erzielte dabei 17 Treffer; die Mannschaft erreichte dabei Plätze im Mittelfeld. Nachdem aber die Liga 1974 auf 10 Vereine reduziert wurde und davon nur zwei Teams aus Wien zugelassen waren, wurde der Sport-Club zweitklassig, was Ulsaß zum Anlass nahm, seine Spielerlaufbahn frühzeitig zu beenden. Allerdings kam er in der Saison 1974/75 noch zu 16 Einsätzen und vier Toren in der Nationalliga, die 1974 als zweite Liga eingeführt worden war. Auch 1975/76 wurde er eingesetzt (siehe Internetseite: Spielbericht zum 3. April 1976: Kapfenberg – Wr. Sportclub 2-1, wo er den Treffer der Gäste erzielte; auch im ÖFB-Cup am 9. April 1976 beim 2:1-Sieg des Sport-Clubs beim Grazer AK und dem 1:3 beim SV Rapid Lienz am 4. Mai 1976; "Fußball in Österreich" – ebenfalls im Meisterschafts-Match daheim gegen Rapid Lienz 1:1 am 16. Mai 1976 lt. Aufstellung im "Osttiroler Boten" vom 19. Mai 1976).

### Bilanz
Insgesamt absolvierte Lothar Ulsaß von 1964 bis 1971 für Eintracht Braunschweig in der Bundesliga 201 Spiele und erzielte dabei 84 Tore. Damit ist er noch heute der erfolgreichste Bundesligatorschütze der Braunschweiger. Er gilt als bekanntester Spieler der Meistermannschaft und war Publikumsliebling der damaligen Eintracht-Anhänger. Im Spielerlexikon ist über ihn notiert:

„Nachdem der zumeist auf der rechten Halbstürmerposition Verwendung findende Angreifer in Ricklingen auf sich aufmerksam gemacht hatte, begann er bei Arminia Hannover mit seiner begeisternden Mischung aus Ballästhetik und geradliniger Offensivkraft für Furore zu sorgen und sollte schließlich im Dress von Eintracht Braunschweig zu einem der großen Bundesligastars der 1960er Jahre avancieren.“

In der vom Kicker erstellten Rangliste des deutschen Fußballs wird Ulsaß ab Sommer 1965 bis Sommer 1971 geführt. In der internationalen Klasse ist er dort im Winter 1965/66, im Sommer 1967, im Winter 1967/68 und im Winter 1968/69 notiert. Zuerst als Halbstürmer und später als Innenstürmer.

### Nationalmannschaft, 1965 bis 1969
Bundestrainer Helmut Schön wechselte beim Testspiel der Fußballnationalmannschaft gegen die englische Profimannschaft Sheffield Wednesday am 6. Oktober 1964 in Düsseldorf erstmals die neue Braunschweiger Stürmerhoffnung ein. Danach gehörte Ulsaß auch dem Aufgebot für das WM-Qualifikationsspiel am 4. November in Berlin gegen Schweden an. Am 10. März 1965 testete ihn der Bundestrainer im B-Länderspiel in Hannover gegen Holland. Der deutsche Angriff spielte beim 1:1 in der Besetzung: Rudolf Nafziger, Ulsaß, Walter Rodekamp, Günter Netzer und Gerhard Zebrowski. Heinz Strehl und Franz Beckenbauer wurden im Verlauf des Spiels für Ulsaß und Netzer eingewechselt. Sechs Wochen später, am 24. April 1965, debütierte Ulsaß beim Länderspiel in Karlsruhe gegen Zypern in der A-Nationalelf. Bei seinem zweiten Länderspieleinsatz am 9. Oktober 1965 in Stuttgart gegen Österreich war er beim 4:1-Erfolg der spielentscheidende Akteur. Er setzte dem Austria-Torhüter Gernot Fraydl in der zweiten Halbzeit drei Treffer ins Netz und „holte“ in der 33. Spielminute durch sein Dribbling den Elfmeter heraus, den Sieloff zum 1:1-Zwischenstand verwandelte. Trotzdem kam der Braunschweiger in den nächsten fünf Länderspielen in der WM-Saison 1965/66 gegen Zypern, England, Holland, Irland und Nordirland nicht mehr zum Zuge. Der Bundestrainer setzte die Dortmunder Neulinge Lothar Emmerich und Sigfried Held ein und reaktivierte Albert Brülls vom AC Brescia, der seit den Tagen der WM 1962 in Chile nicht mehr das Nationaltrikot getragen hatte. Ulsaß gehörte der Ende Mai 1966 vom DFB der FIFA gemeldeten 40er-Liste an und bestritt am 1. Juni in Ludwigshafen gegen Rumänien – am 28. Mai wurde die Bundesligasaison 1965/66 mit dem 34. Spieltag beendet und der Braunschweiger hatte 17 von insgesamt 49 Toren erzielt – sein drittes Länderspiel. Mit der Angriffsbesetzung Jürgen Grabowski, Ulsaß, Seeler, Overath und Hornig reichte es zu einem 1:0-Erfolg, überzeugen konnte die Mannschaft aber nicht. Im 22er-Kader für die WM in England gehörten mit Beckenbauer, Haller, Overath, Brülls, Held, Emmerich, Krämer, Hornig, Seeler und Grabowski zehn Spieler der Offensive an, weswegen der Bundestrainer auf Peter Grosser und Lothar Ulsaß sowie auf den Mittelfeldroutinier Horst Szymaniak verzichtete. Vom 19. November 1966 bis 26. März 1969 absolvierte Ulsaß noch sieben weitere Länderspiele und schoss dabei fünf Tore. Mit dem 1:1 am 26. März 1969 in Frankfurt gegen Wales endete seine internationale Karriere nach insgesamt zehn Einsätzen und acht Toren in der Länderelf.

#### A-Nationalspiele
- 24. April 1965, Karlsruhe, Zypern, 5:0, WMQ
- 9. Oktober 1965, Stuttgart, Österreich, 4:1, 3 Tore
- 1. Juni 1966, Ludwigshafen, Rumänien, 1:0
- 19. November 1966, Köln, Norwegen, 3:0, 2 Tore
- 22. Februar 1967, Karlsruhe, Marokko, 5:1, 2 Tore
- 8. April 1967, Dortmund, Albanien, 6:0, EMQ
- 13. Oktober 1968, Wien, Österreich, 2:0, WMQ
- 18. Dezember 1968, Santiago, Chile, 1:2, 1 Tor
- 22. Dezember 1968, Mexiko-Stadt, Mexiko, 0:0
- 26. März 1969, Frankfurt a. M., Wales, 1:1

## Neben dem Platz
Der gelernte Großhandelskaufmann arbeitete lange Jahre in seiner neuen Heimat Wien als Generalvertreter einer Sportartikelfirma und verstarb dort 1999 an einem Schlaganfall. Er wurde am Hernalser Friedhof in Wien bestattet.